# Lista de episódios de Pokémon: Black & White: Adventures in Unova
Esta é uma lista de episódios de Pokémon: Black & White: Adventures in Unova (anunciados como Pokémon: BW: Adventures in Unova) (Brasil: Pokémon: Preto e Branco: Aventuras em Unova / Portugal: Pokémon: Preto e Branco: Aventuras em Unova), a décima sexta temporada do anime Pokémon (ポケットモンスター, Poketto Monsutā; Pocket Monsters), que abrangem a continuação das aventuras dos protagonistas Ash Ketchum e Pikachu como eles continuam viajando em Unova com Cilan e Iris. No Japão, os episódios que compõem esta temporada foi exibida como parte de Best Wishes!, sob duas séries.
Os primeiros onze episódios foram ao ar no Japão como o segunda metade de Pocket Monsters: Best Wishes! Season 2  (ポケットモンスター ベスト ウイッシュ シーズン2, Poketto Monsutā Besuto Uisshu Shīzun TSU), que tendo sua estréia no Japão a partir de 11 de outubro de 2012 até 10 de janeiro de 2013. Nesses episódios, Ash e seus amigos deixam casa de Cynthia e viajar para cidade de Vertress, onde o torneio da Liga Unova está sendo realizada. Ash compete na conferência de Vertress contra antigos rivais de viagem - Bianca, e Stephan e bem como seus novos rivais - Cameron e Virgil - para o título de campeão da Liga Unova.
Os próximos quatorze episódios foram transmitidos com o subtítulo Pocket Monsters: Best Wishes! Season 2: Episode N (ポケットモンスター ベスト ウイッシュ シーズン2エピソードN, Poketto Monsutā Besuto Uisshu Shīzun TSU Episōdo Enu). Ele foi exibido pela primeira vez no Japão em 17 de janeiro de 2013, concluindo em 18 de abril de 2013. Após a conclusão da conferência de Vertress, Ash e seus amigos decidem viagem para as ruínas White dedicados ao Pokémon lendário, Reshiram. Ao longo do caminho, eles encontram a enigmático N e enfrentar a vilã Equipe Plasma. Looker da Polícia Internacional investigando a organização vilã, que retorna para a série pela primeira vez desde Diamante e Pérola: Batalhas Galácticas. Equipe Rocket (Jessie, James e Meowth) também retornam depois de uma breve ausência desde o final da temporada 15.

## Visão geral
A divisão entre as temporadas de Pokémon é baseado nas aberturas versão em inglês de cada episódio, e podem não refletir a temporada de produção real. Os números episódio em inglês são baseadas em sua primeira exibição nos Estados Unidos, quer foi exibido no Cartoon Network, ou no canal YTV no Canadá. Outros países anglófonos seguem em grande medida, em ordem ou a ordem japonês. No Brasil foi exibido pelo canal Cartoon Network. Em Portugal foi exibido pelo canal Biggs.
O primeiro episódio desta temporada foi exibido em 11 de outubro de 2012 no Japão. A temporada estreou nos Estados Unidos em 2 de fevereiro de 2013. No Brasil foi exibido em 3 de fevereiro de 2014. Em Portugal foi exibido em 15 de março de 2014.

## Episódios
| # | #     | Título | Estreia    | Estreia    |
| --- | ----- | --- | ---------- | ---------- |
| 761 | BW99  | "Batalhando por Orgulho e Prestígio Os Pokemon mais magníficos do mundo!? Chillaccino vs Tsutarja!" ""Sekaiichi Karei na Pokemon!? Chirachīno tai Tsutāja!" (世界一華麗なポケモン!?チラチーノVSツタージャ！)" | 11/10/2012 | 3/02/2014  |
| Em seu caminho para a Vila dos Dragões, Íris arrasta os meninos e seus Pokémon em uma batalha contra um grupo de mulheres que acreditam que seus Pokémon não são apenas poderosos, mas mais bonita do que qualquer outra pessoa. |       | |            |            |
| 762 | BW100 | "Batalhas de Duplas entre o Céu e na Terra! A Batalha no Céu e na Terra!" ""Ōzora to Daichi no Taggu Batoru!" (大空と大地のタッグバトル！)"                                                                   | 18/10/2012 | 4/02/2014  |
| No caminho para a Liga Unova, Ash e Cilan são desafiados para uma batalha contra a dupla os irmãos Soren e Rocko que treinaram seu Braviary (Soldado dos céus) e Drilbur (Guardião da terra) para executar ataques de combinação surpreendentes. |       | |            |            |
| 763 | BW101 | "Regressando Para a Vila dos Dragões! Iris Volta para a Vila dos Dragões!" ""Airisu, Ryū no Sato e Kaeru!" (アイリス、竜の里へ帰る！)"                                                                        | 25/10/2012 | 5/02/2014  |
| No caminho para para cidade Vetress, Ash, Cilan e Íris encontram o seu caminho para a cidade natal de Íris: a Vila dos Dragões. Enquanto estava lá, Íris mostra Axew à idosa da vila e ajuda a sua amiga de infância Shannon, quando seu Zweilous evolui para Hydreigon. |       | |            |            |
| 764 | BW102 | "Drayden Contra Íris: Passado, Presente e Futuro! Ginásio Soryu! Iris vs Shaga!" ""Soryu Jimu! Airisu tai Shaga!" (ソウリュウジム!アイリスVSシャガ!)"                                                         | 8/11/2012  | 6/02/2014  |
| O grupo chega na cidade Operlucid, onde Íris foi à escola e onde ela teve sua primeira batalha contra o Mestre de Dragão e anos antes líder de ginásio Drayden. Ela e os outros viajam para o Ginásio Operlucid para sua revanche com Drayden, colocando seu Excadrill e Dragonite contra Haxorus e Druddigon de Drayden. |       | |            |            |
| 765 | BW103 | "Equipe Eevee e o Esquadrão de Resgate Pokémon! Despacho da equipe Eevee! Pokémon Rescue Squad!" ""Chimu Ībui Shutsudō seyo! Pokemon Resukyū Tai!" (チーム·イーブイ出動せよ!ポケモンレスキュー隊!)"           | 15/11/2012 | 7/02/2014  |
| Perto da cidade Vetress, o grupo ajuda Virgil e a equipe de resgate Pokemon Eevee e seu irmão Davey salve um grupo de um Cryogonal. |       | |            |            |
| 766 | BW104 | "Abram as Cortinas, Liga Unova A Liga Isshu do torneio Higaki começa! Satoshi vs Shooty!" ""Kaimaku:! Isshu Rīgu Higaki Taikai Satoshi tai Shūtī" (開幕イッシュリーグ·ヒガキ大会サトシ対シューティー!)"       | 22/11/2012 | 10/02/2014 |
| O Torneio de Vetress começa e Ash batalha primeiro contra Trip. |       | |            |            |
| 767 | BW105 | "Missão: Derrote seu rival! Face da luta! A Batalha de Rivalidade conduz à vitória!" ""Netto! Raibaru Batoru o Kachinuke!" (热闘!ライバルバトルを勝ちぬけ!)"                                                  | 22/11/2012 | 11/02/2014 |
| A batalha de Ash contra Trip continua, com Pikachu enfrentando Serperior. Enquanto isso, Bianca coloca seu Escavalier e Emboar contra Samurott e Riolu de Cameron. |       | |            |            |
| 768 | BW106 | "Perdidos na Liga! Kibago se perde!" ""Kibago Maigo ni Naru!" (キバゴ迷子になる!)" | 6/12/2012  | 12/02/2014 |
| Durante uma pausa na competição, Axew de Íris segue um balão e se perde na cidade Vetress. Pikachu consegue localizá-lo, mas estão encurralados por um grupo de Trubbish e seu líder é um Garbodor. |       | |            |            |
| 769 | BW107 | "Uma poderosa estratégia para roubar a cena! Dageki Aparece! Satoshi vs Kenyan!" ""Dageki Tōjō! Satoshi tai Keniyan!" (ダゲキ登場!サトシ対ケニヤン!)"                                                         | 13/12/2012 | 13/02/2014 |
| A próxima rodada de batalhas no Torneio Vetress começa e Ash confronta Stephan, colocando Leavanny, Palpitoad e até Krookodile contra Liepard, Zebstrika e Sawk de Stephan. |       | |            |            |
| 770 | BW108 | "A Arma Secreta de Cameron! Satoshi vs Kotetsu! A arma secreta Sazandora!" ""Satoshi tai Kotetsu! Himitsu Heiki Sazandora!" (サトシ対コテツ!秘密兵器サザンドラ!)"                                             | 20/12/2012 | 14/02/2014 |
| Uma Quarta rodada da partida começa e Ash batalha contra Cameron que revela seu Hydreigon. |       | |            |            |
| 771 | BW109 | "Uma Evolução na Liga Unova! O fim da Liga Isshu! Pikachu vs Lucario!" ""Isshu Ketchaku Rīgu! Pikachu tai Rukario!" (決着イッシュリーグ!ピカチュウ対ルカリオ!)"                                               | 10/1/2013  | 17/02/2014 |
| Ash e Pikachu enfrentam Cameron e seu Lucario recém evoluído, porém é Ash que é derrotado. Durante a liga Unova, é Virgil que se torna campeão da liga Unova com seu time de Eevees. |       | |            |            |
| 772 | BW110 | "Novos Lugares... Rostos Familiares! O Laboratório da Pra. Araragi! Uma nova jornada!!" ""Araragi Kenkyujo! Aratanaru Tabidachi!" (アララギ研究所!新たなる旅立ち!)"                                           | 17/1/2013  | 18/02/2014 |
| Com fim da liga de Unova, Ash retorna a para cidade de Nuvema para se encontrar com a Professora Juniper e contar ao Professor Carvalho sobre seus resultados. Ao longo do caminho, eles encontram Nanette que vai ver a Professora Juniper que vai escolher seu primeiro Pokémon e, eventualmente escolhe Tepig e pede para ter sua primeira batalha com Ash. No entanto, durante a batalha treino, um robô aparece e é pilotado pela Equipe Rocket. Mesmo tendo derrotado a Equipe Rocket, eles definitivamente decolam, mas sem seus Jet-Packs. |       | |            |            |
| 773 | BW111 | "O Nome é N! um amigo... Seu nome, N." "" ... Sono Na wa Enu!" (...トモダチその名はN!)" | 24/1/2013  | 19/02/2014 |
| Em um barco indo para ver as ruínas do Reshiram, Ash, Íris e Cilan atendem o rapaz misterioso que se chama N, que rapidamente faz amizade com seus Pokémons. No entanto, quando a Equipe Rocket ataca o grupo mais uma vez, Amoonguss de James usa Esporos Paralisantes que paralisa Pikachu. Com a intervenção de N, ele ajuda Pikachu com um bando de Alomomolas e derrota a Equipe Rocket. |       | |            |            |
| 774 | BW112 | "Um Novo Líder de Ginásio na Cidade! O novo líder de ginásio Cheren!" ""Shin Jimu Rida Cheren!" (新ジムリーダー・チェレン！)"                                                                                 | 31/1/2013  | 20/02/2014 |
| O grupo segue para Cidade de Aspertia, onde eles aprendem que Cheren não só abriu uma Escola Pokémon, mas ele tornou-se o líder de Ginásio. Após desventuras na Câmara Pokémon no recinto da escola, incluindo uma série de contratempos entre Cilan, Pansage, e um bando de Ducklett, Ash tem um duelo não oficial de Ginásio contra Cheren, Oshawott enfrentando Herdier. |       | |            |            |
| 775 | BW113 | "O Grande Plano Pokémon da Equipe Plasma! Achroma vs. Handsome! A Conspiração da Equipe Plasma!" ""Akuroma tai Hansamu! Purasuma-dan no Inbō!!" (アクロマVSハンサム！プラズマ団の陰謀!!)"                     | 7/2/2013   | 21/02/2014 |
| Quando a Equipe Plasma e o cientista Colress usa sua máquina para tirar força pokemon, os pokémons selvagens controlados ataca os moradores da cidade Floccesy. Ash, Íris e Cilan são pego no meio do caos, quando Pikachu e Axew também caem sob seu controle, mas quando eles são salvos por Looker, eles concordam em ajudá-lo em sua investigação da Equipe Plasma e no esquema de Colress. |       | |            |            |
| 776 | BW114 | "A Luz no Rancho Floccesy! O Nevoeiro do Rancho Sangi! A Luz de Denryu!!" ""Kiri no Sangi Bokujō! Denryū no Akari!!" (霧のサンギ牧場！デンリュウのあかり!!)"                                                  | 14/2/2013  | 24/02/2014 |
| Enquanto param no rancho Floccesy, o Dragonite de Íris ajuda Ampharos de Elly entrar no seu espírito de luta. |       | |            |            |
| 777 | BW115 | "Salvando Braviary! O retorno de N! A missão de resgate Warrgle!" ""Enu Futatabi! Wōguru Kyūshutsu Sakusen!!" (N再び！ウォーグル救出作戦!!)"                                                                  | 21/2/2013  | 25/02/2014 |
| A turma se depara com N novamente que está trabalhando para libertar um Braviary capturado pela Equipe Plasma. Ao longo do caminho, Ash e N são atacados pelos capangas da Equipe Plasma que usam um Zangoose e Seviper na batalha. Ainda nessa jornada, N decide viajar com Ash e cia. |       | |            |            |
| 778 | BW116 | "A Patrulha Portuária de Pokémon! Apresse-se! A Equipe Costeira de Resgate Pokemon!" ""Isoge! Pokemon Wangan Kyūjotai!!" (急げ！ポケモン湾岸救助隊!!)"                                                        | 28/2/2013  | 26/02/2014 |
| Ao voltar para Cidade Virbank, Ash e cia se encontram com Halsey que dirige uma equipe de resgate composta por dois Frillish, seu Dewott e um Watchog. No entanto, N encontra-se com Watchog de Halsey e diz que ele não deve ser usado como uma ferramenta, fazendo com que os Pokémons passem a desconfiar de seu treinador e capitão da equipe. |       | |            |            |
| 779 | BW117 | "Uma Reunião Acalorada! Queime, Lizardon! VS Kairyu!" ""Moe yo Rizādon! Bui Esu Kairyu!" (燃えよリザードン！VSカイリュー！)"                                                                                  | 7/3/2013   | 27/02/2014 |
| Ash e cia, juntamente com N, se deparam com a Feira de Kanto, e depois de ver um Charmander atuar no palco, ele lembra de seu Charizard. Professor Carvalho apresenta seu Charizard, mais, depois que conhece o Dragonite de Íris, os dois treinadores concordam em ter um duelo amigável. |       | |            |            |
| 780 | BW118 | "Manipulação Pokémon da Equipe Plasma. A ambições Equipe Plasma! Manipulado Pokémons!" ""Purazuma-dan no Yabō! Ayatsurareta Pokemon-tachi!!" (プラズマ団の野望！操られたポケモンたち!!)"                      | 14/3/2013  | 28/03/2014 |
| Colress aparece e usa sua máquina para controlar os Pokémons tipo dragão como Haxorus e Dragonite de Íris. Como Ash e Charizard tentam detê-los, N coloca-se na linha de fogo, sabendo que os Pokémons devem ser amigos e não lutar. |       | |            |            |
| 781 | BW119 | "Segredos Além da Neblina! O Segredo de N ... Além da Névoa!" ""Enu no Himitsu... Kiri no Kanata ni!" (Nの秘密…霧の彼方に！)"                                                                                 | 21/3/2013  | 3/03/2014  |
| Depois de N ser ferido pela máquina de Colress, duas mulheres jovens, Paz e Amor, tentam salvá-lo. É a partir dessas duas meninas que Ash e os outros aprendem a verdade sobre a vida de N, incluindo de sua relação com Ghetsis que age pelo mal. |       | |            |            |
| 782 | BW120 | "Meowth, Colress e a Equipe Rivalidade! Equipe Rocket VS Equipe Plasma! Nyarth e Achroma!" ""Roketto-dan tai Purazuma-dan! Nyāsu to Akuroma!!" (ロケット団VSプラズマ団！ニャースとアクロマ!!)"                | 28/3/2013  | 4/03/2014  |
| Colress da equipe Plasma convence Jessie e James a usar sua tecnologia no Meowth para fazê-lo mais forte, mas é toda parte de planos de Colress para testar o seu dispositivo de Pokémon tentando controla-lo. |       | |            |            |
| 783 | BW121 | "Ash e N: Um Choque de Ideais! As Ruínas brancas! Satoshi vs N!" ""Shiro no Iseki! Satoshi tai Enu!!" (白の遺跡！サトシ対N!!)"                                                                                | 4/4/2013   | 5/03/2014  |
| Nas ruínas dedicados ao Pokémon Reshiram, N rouba a Pedra de Luz do pai da Pra. Juniper, assim como a Equipe Rocket e Equipe Plasma começa a fazer seu movimento. |       | |            |            |
| 784 | BW122 | "Equipe Plasma e a Cerimônia do Despertar! O Ataque da Equipe Plasma! A Cerimônia de Ressurreição!" ""Purazuma-dan Shūgeki! Fukkatsu no Gishiki!" (プラズマ団襲撃!復活の儀式!)"                               | 11/4/2013  | 6/03/2014  |
| Ash se prepara para salvar Íris, Cilan e o pai da Pra. Juniper das garras da Equipe Plasma antes de Ghetsis poder reviver Reshiram, mas Pikachu é atingido pelo feixe da máquina de controlar Pokémon da Colress. |       | |            |            |
| 785 | BW123 | "O Que Existe Além da Verdade e dos Ideais?! Reshiram vs N! Além dos ideais e da verdade!" ""Reshiramu tai Enu! Risō to Shinjitsu no Kanata e!!" (レシラム対Ｎ！理想と真実の彼方へ!!)"                        | 18/4/2013  | 7/03/2014  |
| Com os Pokémons do grupo ainda sob o controle de Colress, N é o único que pode, eventualmente, pacificar o Reshiram revivido. |       | |            |            |

## Batalha de Ginásio
Pokémons usados por Íris

Excadrill e Dragonite

Pokémon usado por Drayden

Haxorus e Druddigon

Vencedor: Drayden

## Liga Unova
Pokémons usado por Radley

Braviary

Pokémons usado por Stephan

Zebstraika

Vencedor: Stephan
Pokémons usado por Bianca

Emboar

Pokémons usado por Mikael

Watchog

Vencedora: Bianca
Pokémons usado por Cameron

Ferrothorn

Pokémons usado por Kendrick

Eelektross

Vencedor: Cameron
Pokémons usado por Virgil

Vaporeon

Pokémons usado por Ultimo

Crustle

Vencedor: Virgil
Pokémons usado por Trip

Serperior

Pokémons usado por Ash

Pikachu

Vencedor: Ash
Segunda fase
Pokémons usado por Cameron

Samurott e Riolu

Pokémons usado por Bianca

Emboar e Escavelier

Vencedor: Cameron
Pokémons usado por Treinador Desconhecido

Darumaka

Pokémons usado por Ash

Scraggy

Vencedor: Ash
Terceira fase
Pokémons usado por Stephan

Liepard, Zebstraika e Sawk

Pokémons usado por Ash

Krookodile, Palpitoad e Leavanny

Vencedor: Ash
Pokémons usado por Cameron

Riolu

Pokémons usado por Kenton

Boldore

Vencedor: Cameron
Pokémons usados por Russet

Eelektross

Pokémons usado por Treinador Desconhecido

Vanillish

Vencedor: Russet
Pokémons usado por Virgil

Umbreon

Pokémons usado por Ramone

Gothitelle

Vencedor: Virgil
Quarta fase
Pokémons usado por Cameron

Hydreigon, Ferrothorn, Samurott, Swanna e Riolu -> Lucario

Pokémons usado por Ash

Boldore, Oshawott, Pigmite, Snivy, Unfezant e Pikachu

Vencedor: Cameron
Pokémons usado por Katharine

Mandibuzz, Deerling, Darumaka e Minccino 

Pokémons usado por Dino

Deerling, Tranquill, Darmanitan e Druddigon

Vencedor: Dino
Semi-final
Pokémons usado por Cameron

Hydreigon, Ferrothorn, Samurott, Swanna e Lucario

Pokémons usado por Virgil

Espeon, Eevee, Vaporeon, Jolteon, Glaceon e Leafeon

Vencedor: Virgil
Final
Pokémons usados por Dino

Watchog, Cottonee, Darmanitan, Druddigon, Braviary e Duosion

Pokémons usado por Virgil

Espeon, Eevee, Vaporeon, Jolteon, Glaceon e Leafeon

Vencedor: Virgil

## Aquisições
- Drinbur: Rocko (B&W 100)
- Braviary: Soren (B&W 100)
- Buizel: Soren (B&W 100)
- Corphish: Rocko (B&W 100)
- 2 Zweilous: Shannon (B&W 101)
- Haxorus: Drayden (B&W 102)
- Druddigon: Drayden (B&W 102)
- Espeon: Virgil (B&W 103)
- 1 Eevee fêmea: Virgil (B&W 103)
- Flareon: Virgil (B&W 103)
- Vaporeon: Virgil (B&W 103)
- Jolteon: Virgil (B&W 103)
- Glaceon: Virgil (B&W 103)
- Leafeon: Virgil (B&W 103)
- Stoutland: Dave (B&W 103)
- Bisharp: Dave (B&W 103)
- Darmanitan: Dave (B&W 103)
- Liepard: Stephan (B&W 106)
- Hydreigon: Cameron (B&W 107)
- Swanna: Cameron (B&W 107)
- Tepig: Nanette (B&W 110)
- Frillish: Jessie (B&W 110)
- Amoonguss: James (B&W 110)

## Evoluções
- Zweilous -> Hydreigon: Shannon (B&W 101)
- Eevee -> Umbreon: Virgil (B&W 103)
- Riolu -> Lucario: Cameron (B&W 108)

## Possuídos Temporariamente
- Snivy de Ash: Íris (B&W 99)
- Fraxure: Íris (B&W 102)